# Kőváry György
Kőváry György (Georg Kövary) (Budapest, 1922. február 21. – Bécs, 2009. március 7.) magyar-osztrák kabarészerző, konferanszié, író, újságíró és műfordító.

## Életpályája
Berlinben járt általános iskolába. Édesapja, Kőváry György (1884–1967), a Magyar Kabaré egyik alapítója, az 1920-as években ismert színészeként költözött a filmmetropoliszba. Budapesten járt gimnáziumba, majd újságíróként, Ödön von Horváth, Franz Theodor Csokor, Georg Kreisler és mások műveinek magyarra fordítójaként, kabaréművészként és filmdramaturgként dolgozott. 1941-ben az Angol Park Tarka Esteken kezdte pályáját. 1942-től a Pódium Írók Kabaréja, 1945 után a Pódium Kabaré, a Kamara Varieté és az Optimisták foglalkoztatta. 1946-ban a Vidám Operett Színpad számára dolgozott. 1952–1956 között a Magyar Filmművek szinkronizálási osztályának vezetője volt.
Az 1956-os forradalom után Bécsbe menekült, ahol hamarosan elismert újságíró lett; film- és színházi kritikákat írt olyan lapoknak, mint a Kurier (1957–1972), a Wiener Journal és a Die Presse. A Magyar Segélyszervezet keretében elkötelezte magát honfitársai mellett, jótékonysági matinét szervezett a bécsi Volkstheaterben olyan sztárokkal, mint Peter Alexander, Karl Farkas, Hermann Leopoldi, Hans Moser stb. Később a Die Bühne, Die Furche, Pester Lloyd és a Lúdas Matyi című szatirikus lapok munkatársa volt.
1958-tól osztrák állampolgár volt, 16 évig a Kurier című napilapnál a bécsi színházi ring vezetését vállalta, és a Pálffy-palotában a filmklub elnöke volt. Könyvkiadásai mellett a rádiónak és a televíziónak is dolgozott. Mintegy 50 rádiójátékot írt és rendezett, rendezőasszisztense második felesége, Brigitte Garzarolli-Thurnlackh volt. Váradi Tibor, Szakonyi Károly és Göncz Árpád műveit fordította magyarról.
Urnasírja a simmeringi tűzoltócsarnok temetőjében található (E19 szelvény, 673-as szám).

## Művei

### Szerzőként
- Das Schülerstreich-Quintett. Ein Humoristischer Roman. Übersetzung aus dem Ungarischen von Erich Bertleff (Paul Neff, Bécs, 1957)
- Das Luftschloß des Herrn Wuschelkopf. Ein Kindermusical in 2 Teilen, Musik: Norbert Pawlicki (Verlag Jungbrunnen, Bécs, 1967)
- Wolfgang spielt die Hauptrolle. Ein humoristischer Roman (Jugend und Volk, Bécs-München 1981) ISBN 3-7141-1361-4
- Haltet den Dieb und haltet den Mund! Ein Kinder-Krimi (Kremayr & Scheriau, Bécs, 1982) ISBN 3-218-00370-9
- Ein Ungar kommt selten allein. Ein Magyaren-Spiegel (Paul Neff, Bécs, 1984) ISBN 3-7014-0204-3
- Der Dramatiker Franz Molnar. Wagner (Innsbruck, 1984) ISBN 3-7030-0141-0
- Tibor goes west oder Ein Ungar kommt ins Paradies. Ein satirischer Roman. Styria, Graz 1992 ISBN 3-222-12154-0
- Ein Ungar kommt selten allein. Der Magyarenspiegel aufpoliert. Styria, Graz 1994 ISBN 3-222-12241-5
- 9. Neuauflage, Starks-Sture-Verlag, München, 2009 ISBN 978-3-939586-11-1

### Kiadóként
- Das Herz einer Mutter (Kremayr & Scheriau, Bécs, 1982)
- Kinder sind eine Brücke zum Himmel (Kremayr & Scheriau, Bécs, 1982 ISBN 3-218-00359-8

## Filmjei
- Hat fiú, hat busz (1956)
- Zenés TV Színház (1983)
- Valcerkirály (1987)

## Díjai
- Theodor Körner-díj (1976)[4]
- Osztrák Tudományos és Művészeti Becsületkereszt (2001)
- A Magyar Érdemrend lovagkeresztje (2007)[4]

## Fordítás
- Ez a szócikk részben vagy egészben  a   Georg Kövary című német Wikipédia-szócikk ezen változatának fordításán alapul.  Az eredeti cikk szerkesztőit annak laptörténete sorolja fel. Ez a jelzés csupán a megfogalmazás eredetét és a szerzői jogokat jelzi, nem szolgál a cikkben szereplő információk forrásmegjelöléseként.